# Марко Ћурувија
Марко Ћурувија (Београд, 24. јул 1981) је бивши српски рукометаш. Играо је на позицији левог крила.

## Каријера
Ћурувија је каријеру почео у екипи Црвене звезде, одакле прелази у шпански клуб Адемар Леон где проводи три сезоне. У сезони 2006/07. наступа за Ловћен. Следи повратак у Шпанију где игра за Теукро и у чијем дресу постаје најбољи стрелац шпанске АСОБАЛ лиге у сезони 2008/09. У септембру 2009. потписује уговор са Металургом из Скопља, а у Македонији је још играо и за Вардар. У јуну 2011. се враћа у Шпанију и потписује за Логроњо. Пред крај каријере је играо у Мађарској за Балмазујварош и Пик Сегед.
Са јуниорском репрезентацијом СР Југославије је освојио златну медаљу на Европском првенству 2000. године. Први пут на ширем списку сениорске репрезентације СР Југославије је био код селектора Живковића пред Европско првенство 2002. у Шведској. Деби у дресу репрезентације (тада Србије и Црне Горе) на великим такмичењима је имао код селектора Вујовића на Европском првенству 2004. године у Словенији а играо је и следеће 2005. године на Светском првенству у Тунису. Са репрезентацијом Србије је играо на Светском првенству 2009. у Хрватској.